# Djanglanmè
Djanglanmè ist ein Arrondissement im Departement Atlantique in Benin. Es ist eine Verwaltungseinheit, die der Gerichtsbarkeit der Kommune Toffo untersteht.

## Demografie und Verwaltung
Gemäß der Volkszählung von 2013 hatte das Arrondissement 6889 Einwohner, davon waren 3296 männlich und 3593 weiblich.
Von den 76 Dörfern und Quartieren der Kommune Toffo entfallen acht auf Djanglanmè:
1. Damè-Gbédji
2. Houngo-Damè
3. Houngo-Govè
4. Kpokpa
5. Togouin
6. Togoudo
7. Zohounkpo
8. Zoundji